# Circle of Power
Lavagem Cerebral (Circle of Power, no original; em Portugal, "Lavagem ao Cérebro"), é um filme estado-unidense de 1983, baseado no livro The Pit: A Group Encounter Defiled.